# Vadim
Vadim (rus. Вадим) - ruski film redatelja Pjotra Čardinina.

## Radnja
Film govori o zemljoposjedniku Palitsinu, koji se sukobljava s njihovim susjedom, a kao rezultat toga, susjed bankrotira i umire, a njegovo dvoje djece, Vadim i Olga, ostaju siročad. Palitsyn uzima Olgu u svoju obitelj, a Vadim ostaje sam i želi se osvetiti...

## Uloge
- Pjotr Čardinin
- Aleksandra Gončarova
- Andrej Gromov
- N. Speranski
- Pavel Birjukov

## Vanjske poveznice
- Vadim na Kino Poisk